# Motu Iti (Osterinsel)
Motu Iti (Rapanui: kleine Insel) ist eine unbewohnte Nebeninsel der chilenischen Osterinsel, die der Südwestspitze der Osterinsel vorgelagert ist. Sie liegt im Pazifischen Ozean zwischen den Inseln Motu Nui und Motu Kau Kau etwa 1,2 Kilometer vom seeseitigen Kraterrand des Rano Kao entfernt, in Sichtweite der Kultstätte Orongo.

## Geografie und Geologie
Die Osterinsel ist aus drei großen Vulkanen mit ihren Nebenkratern entstanden: Poike im Osten, Maunga Terevaka im Norden und Rano Kao (auch Rano Kau) im Südwesten. Vom Rano Kao aus zieht sich ein submariner Höhenzug, der 50 km lange Rano-Kao-Rücken (Rano Kao Ridge), nach Südwesten, von dem nur die drei felsigen Nebeninseln Motu Nui, Motu Iti und Motu Kau Kau über die Meeresoberfläche hinausragen. Sie stellen wahrscheinlich Überreste parasitärer Vulkane des Rano Kao dar und waren einst Teil des Festlandes. Über ihre Lage gibt eine mündlich tradierte Rapanui-Legende Aufschluss, die der Ethnologe Alfred Métraux aufgezeichnet hat: Motu Nui, Motu Iti und Motu Kau Kau besiegten Motu Marotiri in einer Schlacht. Es war ein langer und harter Kampf und Motu Marotiri wurde geschlagen. Der Besiegte musste flüchten und fand seine Heimat fortan weit weg von den anderen an der Südostküste der Osterinsel. Die Sieger jedoch blieben an der Südwestküste beisammen.:389
Motu Iti ist an der engsten Stelle nur rund 20 Meter von Motu Nui entfernt. Die Insel misst ca. 160 × 140 m und hat eine Fläche von 0,015 Quadratkilometern (1,5 ha):205.

## Archäologische Befunde
Von den der Osterinsel vorgelagerten Inseln ist Motu Iti die zweitgrößte. Sie besteht vorwiegend aus Tuff und basaltischen Gesteinen. Es gibt aber auch ein Obsidian-Depot, das von den Rapanui in historischer Zeit für die Herstellung von hochwertigen Werkzeugen (Mataa) abgebaut wurde. Die mineralogischen Eigenschaften einer jeden Quelle sind unverwechselbar und lassen sich geochemisch bestimmen. Aus Funden an archäologischen Fundstätten auf der Osterinsel kann man daher schlussfolgern, dass die Rapanui den Obsidian von Motu Iti für ausreichend wertvoll hielten, um die riskante Bootsfahrt zu der Insel zu unternehmen, obwohl es leichter zugängliche Obsidian-Aufschlüsse auf dem Festland gab.
Der US-amerikanische Archäologe Patrick C. McCoy hat 1968 zwei Felsüberhänge auf Motu Nui untersucht. Er fand in beiden Obsidian-Abschläge, die darauf hindeuten, dass das vulkanische Glas auf der Insel nicht nur abgebaut, sondern auch verarbeitet wurde.:205
Die stark zerfurchte Felsplatte ist beinahe vegetationslos, nur auf dem höchsten Punkt gibt es einige mit robustem Gras bewachsene Flecken. Auf dem fast kahlen Boden bauen Fregattvögel ihre Nester. Im Norden der Insel liegt ein Platz mit dem Namen Puku pipi tau makohe, dort sollen der Überlieferung nach Männer regelmäßig die Eier der Fregattvögel gesammelt haben.:212

## Weltkulturerbe
Motu Iti gehört mit den benachbarten Inseln zum Nationalpark Rapa Nui (Parque nacional Rapa Nui) und wurde 1995 in das UNESCO-Welterbe aufgenommen.